# Municipio di Tallinn
Il Municipio di Tallinn (Tallinna raekoda in estone) è un edificio di Tallinn, che si affaccia sull'omonima piazza, nella Città vecchia.

## Storia
Il municipio fu menzionato per la prima volta in documenti scritti nel 1322
Fu costruito tra il 1402 ed il 1404. È l'unico municipio del Nord Europa ancora esistente ad essere stato costruito in stile gotico baltico
Nel 1530 la banderuola segnavento, chiamata il Vecchio Tommaso (Vana Toomas) e considerata uno dei simboli e guardiano della città di Tallinn, fu posta sulla cima della guglia. 
Nel XVII secolo venne costruita la nuova guglia in stile barocco. Sulla facciata del palazzo ci sono due statue a forma di drago. Questi provengono dal 1627 e sono fatti da un nobile scultore e pittore: Daniel Pöppel.
La guglia fu distrutta durante il Bombardamento di Tallinn nel 1944 e ricostruita sei anni dopo.